# Bégole
Bégole é uma comuna francesa na região administrativa de Occitânia, no departamento dos Altos Pirenéus. Estende-se por uma área de 10,24 km², Em 2010 a comuna tinha 204 habitantes (densidade: 19,9 hab./km²)..